# Bessemer, Pennsylvania
Bessemer là một thị trấn thuộc quận Lawrence, tiểu bang Pennsylvania, Hoa Kỳ. Năm 2010, dân số của thị trấn này là 1111 người.